# Districte de Rai Bareli
El districte de Rai Bareli (també Raebareli, Rae Bareli i Rai Bareilly) és una divisió administrativa de l'estat d'Uttar Pradesh a l'Índia a la divisió de Lucknow. La capital és Raebareli o Rai Bareilly (Rae Bareli) que no s'ha de confondre amb la ciutat de Bareilly també a Uttar Pradesh i capital de la divisió i el districte de Bareilly. La superfície és de 4.609 km² i la població de 2.872.330 habitants.

## Administració
Està format per set subdivisions fiscals que són també set tehsils; els blocs (blocks) de desenvolupament són 21, els nyay panchayat 180, els gram sabha 965 i els pobles habitats 1.733 (més 40 deshabitats). Hi ha nou ciutats i viles de les quals dos són nagar palika parishad i set nagars panchayats.
Els set tehsils i subdivisions:
- Raebareli
- Dalmau
- Maharajganj
- Salon
- Lalganj
- Tiloi
- Unchahar

I els 21 blocs són:
1. 	Amawan 	2. 	Bachhrawan 	3. 	Bahadurpur
4. 	Chhatoh 	5. 	Deeh 	6. 	Deen Shah Gaura
7. 	Dalmau 	8. 	Harchandpur 	9. 	Kheeron
10. 	Lalganj 	11. 	Maharajganj 	12. 	Jagatpur
13. 	Rahi 	14. 	Rohaniya 	15. 	Sareni
16. 	Salon 	17. 	Sataon 	18. 	Singhpur
19. 	Shivgarh 	20. 	Tiloi 	21. 	Unchahar

## Història
Segons la tradició el ghazi musulmà Sayyid Salar Masud va estar al districte al segle XI; hi havia tres clans de rajpurs, els bais, els kanhpuries i els amethies, els primers al sud i sud-oest (després territori de Baiswara). Fins al segle xv quan el territori va passar al sultanat de Jaunpur no hi ha res de segur en els relats llegendaris; es diu que al segle xv els bhars dominaven el districte o una part, i foren completament derrotats; però els rajputs, que governaven la resta només van patir derrotes parcials i van estar quasi sempre en rebel·lió primer contra Jaunpur i després contra Delhi. Finalment Akbar va establir un govern organitzat i el territori del modern districte fou dividit entre dues subahs, la de Oudh i la d'Allahabad; després de la mort d'Akbar al segle xvii els rajputs no van parar d'incrementar el seu poder i quan al segle xviii Oudh va esdevenir de fet un estat separat, el nawab Saadat Khan va concedir als caps rajputs el dret de recol·lectar els impostos a les diverses parganes que dominaven. A mesura que el desordre es va incrementar aquestos caps van afermar la seva independència i el final del regne d'Oudh fou una constant lluita entre les forces reials i els rages rajputs. Finalment el 1856 Oudh fou annexionat i es va crear el districte de Salon, entre Purwa (a Unao) i Allahabad; al cap d'un any va esclatar el motí que va aturar tota possibilitat d'arranjament de la situació local. Els sipais de Salon foren els darrers a unir-se a la rebel·lió però ho van fer el juny de 1857 si bé van deixar marxar als seus oficials europeus que van poder arribar a Allahabad sans i estalvis. El districte va retornar al seu anterior estat quasi sense llei, però poca ajuda fou enviada a Lucknow; alguns kanhpuries van començar a saquejar però els talukdars en general no foren rebels actius; però després de la caiguda de Lucknow l'oposició dels talukdars es va accentuar i especialment la de Rana Beni Madho Bakhsh de Shankarpur (a la regió de Baiswara) que fou determinant; a l'altra bàndol el raja de Murarmau fou sempre lleial i alguns altres talukdars de pes, es van rendir molt aviat i van passar al bàndol britànic. Al final d'octubre de 1858 Lord Clyde va fer el seu moviment combinat cap a Baiswara que va acabar amb la luita de Beni Madho al cap d'un mes. Llavors Rae Bareli fou declarada capital del districte (abans districte de Salon) però els seus límits foren notablement alterats el 1869 quan una part fou transferida al districte d'Unao i una altra al districte de Barabanki i en canvi es van afegir territoris procedents del districte de Sultanpur i del districte de Partabgarh.
La superfície era de 4.527 km² i els rius principals eren el Ganges i el Sai. El districte tenia 4 ciutats i 1.736 pobles. La població era:
- 1869: 989.008
- 1881: 951.905
- 1891: 1.036.521
- 1901: 1.033.761

Administrativament estava dividit en quatre tahsils: Rae Bareli, Dalmau, Maharajganj i Salon. La ciutat principal era Rae Bareli (municipalitat) seguida de Jais. El 91% de la població eren hindús i el 9% musulmans. la llengua general era l'hindi occidental conegut com a dialecte awadhi. les castes principals són els ahirs, pasis, bramans, chamars, rajputs o chhatris, lodhes, muraos i kurmis. Els rajputs dominaven dos terços del districte i els bais i kanhpuries eren els principals terratinents.
El tahsil de rae Bareli tenia una superfície de 961 km² i una població de 223.505 habitants el 1901; la capital era Rae Bareli amb 15.880 habitants.

## Arqueologia
Hi ha diversos jaciments on s'han trobat restes, estàtues, objectes de fang, i altres elements principalment del període budista. Els llocs principals són Jais, Dalmau i Rae Bareli.